# The Card (1922)
The Card é um filme de comédia produzido no Reino Unido e lançado em 1922. É uma adaptação do romance The Card, de Arnold Bennett.